# Adesmia patagonica
Adesmia patagonica är en ärtväxtart som beskrevs av Carlos Luis Spegazzini. Adesmia patagonica ingår i släktet Adesmia och familjen ärtväxter. Inga underarter finns listade i Catalogue of Life.